# Pseudocabima
Pseudocabima is een geslacht van vlinders van de familie snuitmotten (Pyralidae), uit de onderfamilie Phycitinae.

## Soorten
- P. arizonensis Heinrich, 1956
- P. castronalis Heinrich, 1956
- P. euzopherella Dyar, 1914
- P. expunctrix Dyar & Heinrich, 1929
- P. fearnella Schaus, 1913
- P. guianalis Heinrich, 1956
- P. nigristrigella Ragonot, 1888
- P. perrensiella Ragonot, 1888
- P. pombra Dyar, 1914
- P. rubrizonalis Hampson, 1929